# Keiichirō Nagashima
Keiichirō Nagashima (jap. 長島圭一郎 Nagashima Keiichirō; ur. 20 kwietnia 1982 r. w Ikedzie) – japoński panczenista, srebrny medalista olimpijski, dwukrotny medalista mistrzostw świata.

## Kariera
Specjalizuje się na dystansach sprinterskich na 500 i 1000 metrów. W swojej karierze trzykrotnie zdobył tytuł mistrza Japonii.
Keiichirō Nagashima trzykrotnie uczestniczył na zimowych igrzyskach olimpijskich (2006, 2010 i 2014). Podczas igrzysk olimpijskich w 2006 roku brał udział w dwóch konkurencjach łyżwiarstwa szybkiego: biegu na 500 m (13. miejsce) oraz biegu na 1000 m (32. miejsce). 4 lata później, w 2010, podczas igrzysk, ponownie wziął udział w dwóch konkurencjach łyżwiarstwa szybkiego: biegu na 500 m (2. miejsce; srebrny medal) oraz biegu na 1000 m (37. miejsce). Keiichirō Nagashima ponownie startując na igrzyskach olimpijskich w 2014 r., brał udział już tylko w jednej dyscyplinie łyżwiarstwa szybkiego: biegu na 500 m (6. miejsce).

## Rekordy życiowe
| Dystans | Czas    | Data              | Miejsce        |
| ------- | ------- | ----------------- | -------------- |
| 500 m   | 34,24   | 17 listopada 2013 | Salt Lake City |
| 1000 m  | 1.08,09 | 7 marca 2009      | Salt Lake City |
| 1500 m  | 1.50,37 | 28 września 2012  | Calgary        |
| 3000 m  | 4.05,56 | 6 sierpnia 2005   | Salt Lake City |
| 5000 m  | 7.58,45 | 3 lutego 1998     | Kushiro        |
| Źródło: |         |                   |                |